# Вишнёвка (Тамбовский район)
Вишнёвка — посёлок в Тамбовском районе Тамбовской области России. Входит в состав  Большелиповицкого сельсовета.

## География
Расположен в пределах Окско-Донской равнины, в южной части  района, у реки Сухая Липовица.
Климат
Вишневка находится, как и весь район, в умеренном климатическом поясе, и входит в состав континентальной климатической области Восточно-Европейской равнины.

## История
Согласно Закону Тамбовской области от 17 сентября 2004 года № 232-З  населённый пункт Вишнёвка включен в состав образованного муниципального  образования  Большелиповицкий сельсовет .

## Население
| 2010 |
| ---- |
| 1    |

## Инфраструктура
Было личное подсобное хозяйство.

## Транспорт
Просёлочная дорога. 